# 令和5年度全国高等学校総合体育大会
令和5年度全国高等学校総合体育大会（れいわよねんどぜんこくこうとうがっこうそうごうたいいくたいかい）は、北海道で開催された全国高等学校総合体育大会である。翔び立て若き翼 北海道総体 2023として開催されスローガンは「轟かせ 魂の鼓動 北の大地へ 大空へ」。総合開会式は7月22日に札幌市の北海きたえーるで挙行された。
- 愛称：翔び立て若き翼 北海道総体 2023
- スローガン：「轟かせ 魂の鼓動 北の大地へ 大空へ」
- 総合開会式：北海きたえーる
- 開催地：北海道（総合開会式など）、山形県、栃木県、和歌山県
- 共催 - 読売新聞
- 特別協賛 - 大塚製薬
- 協賛 - JTB・マイナビ・カンコー学生服・日本工学院

## 開催競技

### 北海道
札幌市
- 陸上競技（札幌厚別公園競技場）
- 体操（北海きたえーる）
- 新体操（真駒内セキスイハイムアイスアリーナ）
- 水球（札幌市平岸プール）
- バスケットボール（北海きたえーる、北ガスアリーナ札幌46、札幌市白石区体育館）
- 卓球（北ガスアリーナ札幌46）
- バドミントン（北海きたえーる、北ガスアリーナ札幌46）
- 柔道（北海きたえーる）
- レスリング（真駒内セキスイハイムアイスアリーナ）
- 弓道（真駒内セキスイハイムアイスアリーナ）
- ボクシング（北ガスアリーナ札幌46）
- ホッケー（北海学園札幌高等学校人工芝グラウンド、札幌ドーム屋外人工芝サッカー練習場）

石狩振興局管内
- ソフトボール（はまなす国体記念石狩市スポーツ広場、サン・ビレッジいしかり（開会式のみ）、石狩市B＆G海洋センター（閉会式のみ））
- 空手道（恵庭市総合体育館）
- 水泳（江別市野幌総合運動公園水泳プール）
- ホッケー（江別市野幌総合運動公園人工芝ホッケー場、江別市民会館（開会式のみ））
- テニス（千歳市青葉公園庭球場）
- なぎなた（千歳市開基記念総合武道館）

渡島総合振興局管内
- ハンドボール（函館アリーナ、函館大学体育館、函館大学付属有斗高等学校体育館、遺愛女子高等学校体育館 、函館市民会館（開会式のみ））
- 自転車競技（ロード：函館市特設ロードレースコース、トラック＆総合開・閉会式：函館競輪場）
- 相撲（北斗市民体育館）

胆振総合振興局管内
- フェンシング（室蘭市栗林商会アリーナ、室蘭市室ガス文化センター（開会式のみ））
- テニス（苫小牧市緑ヶ丘公園庭球場、苫小牧市民会館（開会式のみ））
- ソフトテニス（苫小牧市緑ヶ丘公園庭球場、苫小牧市民会館（開会式のみ））

上川総合振興局管内
- 男子バレーボール（旭川市道北アークス大雪アリーナ、旭川市リアルター夢りんご体育館、旭川市忠和公園体育館）
- 男子サッカー（旭川市花咲スポーツ公園陸上競技場、旭川市カムイの杜公園多目的運動広場、旭川市東光スポーツ公園球技場、旭川市東光スポーツ公園球技場、旭川市忠和公園多目的広場、旭川実業高等学校グラウンド、旭川市民文化会館（開会式のみ））
- 少林寺拳法（旭川市道北アークス大雪アリーナ）
- 登山（大雪山系旭岳＆黒岳・十勝岳、設営審査：東川町民運動公園、諸審査＆開・閉会式：旭川市民文化会館）
- ウエイトリフティング（士別市総合体育館 、士別市民文化センター（開会式のみ））

オホーツク総合振興局管内
- ボート（網走湖ボートコース、網走市オホーツク・文化交流センター（開会式のみ））

釧路総合振興局管内
- 女子バレーボール（釧路市ウインドヒルくしろスーパーアリーナ、釧路町総合体育館）

十勝総合振興局管内
- 女子サッカー（帯広の森陸上競技場、帯広の森球技場、音更町キックロスおとふけ、帯広市とかちプラザ（開会式のみ））
- 剣道（帯広市よつ葉アリーナ十勝）
- アーチェリー（帯広の森陸上競技場、帯広の森スポーツセンター（閉会式のみ））

### 山形県
- カヌー（月山湖カヌースプリント競技場）

### 栃木県
- 飛込（日環アリーナ栃木屋内水泳場）

### 和歌山県
- ヨット（和歌山セーリングセンター）

### その他
- 駅伝[注釈 1]：12月24日にたけびしスタジアム京都発着で開催。
- ラグビー：12月27日から翌年1月7日まで東大阪市花園ラグビー場で開催。
- スケート・アイスホッケー 2024年1月に岐阜県・茨城県・青森県で開催。
- スキー[注釈 1]：2024年2月に富山県で開催。

## 冬季大会
令和5年度全国高等学校総合体育大会では、2023年12月から2024年2月にかけてスキー、スケート・アイスホッケー、ラグビーフットボール、駅伝の4競技が冬季大会として開催された。

### スキー大会
スキー大会は、第73回全国高等学校スキー大会として2024年2月7日 - 2月11日に富山県南砺市、富山市で開催された。スローガンは、「雪上で燃ゆる 熱き魂富山の大地を駆け抜けろ」。

#### 概要
- 主催：公益財団法人全国高等学校体育連盟、公益財団法人全日本スキー連盟、富山県、富山県教育委員会、富山市、富山市教育委員会、南砺市、南砺市教育委員会
- 共催：読売新聞社
- 後援：スポーツ庁、公益財団法人日本スポーツ協会、日本放送協会（NHK）、公益財団法人富山県スポーツ協会、公益財団法人富山市スポーツ協会、南砺体育協会
- 主管：公益財団法人全国高等学校体育連盟スキー専門部、富山県高等学校体育連盟、富山県スキー連盟

#### 実施競技・会場一覧
| 競技名 | 競技名                   | 競技名 | 会場地 | 会場                                                                  |
| ------ | ------------------------ | ------ | ------ | --------------------------------------------------------------------- |
| スキー | アルペン                 |        | 南砺市 | たいらスキー場                                                        |
| スキー | クロスカントリー         |        | 南砺市 | たいらクロスカントリー場                                              |
| スキー | スペシャルジャンプ       |        | 富山市 | 富山県スキージャンプ場立山シャンツェノルディックコンバインド          |
| スキー | ノルディックコンバインド |        | 富山市 | 富山県スキージャンプ場 立山シャンツェあわすの平クロスカントリーコース |